# 遥羽らら
遥羽 らら（はるは らら、5月31日 - ）は、元宝塚歌劇団宙組の娘役スター。
愛知県名古屋市、市立守山中学校出身。身長164cm。血液型A型。愛称は「らら」。

## 来歴
2010年、宝塚音楽学校入学。
2012年、宝塚歌劇団に98期生として入団。入団時の成績は8番。宙組公演「華やかなりし日々／クライマックス」で初舞台。
2013年、組まわりを経て宙組に配属。
高い身体能力と愛らしい容姿で注目を集め、2016年の「Shakespeare」で新人公演初ヒロイン。
2017年、実咲凜音退団公演となる「王妃の館」で、2度目の新人公演ヒロイン。
2018年の「不滅の棘」（ドラマシティ・日本青年館公演）で、東上公演初ヒロイン。
2020年の「壮麗帝」（ドラマシティ公演）でヒロイン。当初は東上公演として上演が予定されていたが、新型コロナウイルス感染拡大による公演延期を経て、ドラマシティのみでの振替公演となった。
2021年9月26日、真風涼帆・潤花トップコンビ大劇場お披露目となる「シャーロック・ホームズ／Délicieux!」東京公演千秋楽をもって、宝塚歌劇団を退団。
退団後の2022年に、自身のインスタグラムで結婚したことを発表。
2023年には第一子を出産したことを報告した。

## 人物
学生時代は陸上部に所属し、毎日のように走っていた。
宝塚初観劇は雪組公演「君を愛してる／ミロワール」。
幼い頃からバレエを習い、将来は舞台に立つ仕事がしたいと思っていた。宝塚のショーを観て、自分もあの華やかな舞台に立ちたいと願い、音楽学校受験を決意した。

## 宝塚歌劇団時代の主な舞台

### 初舞台
- 2012年4 - 5月、宙組『華やかなりし日々』『クライマックス』（宝塚大劇場）

### 組まわり
- 2012年6 - 7月、宙組『華やかなりし日々』『クライマックス』（東京宝塚劇場）
- 2012年10 - 12月、雪組『JIN-仁-』 - 薄雪『GOLD SPARK!-この一瞬を永遠に-』

### 宙組時代
- 2013年3 - 6月、『モンテ・クリスト伯』『Amour de 99!!-99年の愛-』
- 2013年7 - 8月、『the WILD Meets the WILD』（バウホール） - アンジェラ・ノースブルック[2]
- 2013年9 - 12月、『風と共に去りぬ』 - 新人公演：メイベル（本役：伶美うらら／純矢ちとせ）
- 2014年2 - 3月、『翼ある人びと-ブラームスとクララ・シューマン-』（ドラマシティ・日本青年館） - ユリー・シューマン
- 2014年5 - 7月、『ベルサイユのばら-オスカル編-』 - 新人公演：四女（本役：愛白もあ）／小公女（本役：真みや涼子）
- 2014年9月、『SANCTUARY（サンクチュアリ）』（バウホール） - ミシェル
- 2014年11 - 2015年2月、『白夜の誓い -グスタフIII世、誇り高き王の戦い-』 - 新人公演：エグモント伯爵夫人（イザベル）（本役：伶美うらら）『PHOENIX 宝塚!!-蘇る愛-』
- 2015年3 - 4月、『TOP HAT』（梅田芸術劇場・赤坂ACTシアター） - メイド（サラ）
- 2015年6 - 8月、『王家に捧ぐ歌』 - 女官ターニ、新人公演：アムネリス（本役：伶美うらら）
- 2015年10 - 11月、『メランコリック・ジゴロ』『シトラスの風III』（全国ツアー）
- 2016年1 - 3月、『Shakespeare〜空に満つるは、尽きせぬ言の葉〜』 - ハムネット、新人公演：アン・ハサウェイ（本役：実咲凜音）『HOT EYES!!』 新人公演初ヒロイン[9][2][3]
- 2016年5月、『王家に捧ぐ歌』（博多座） - 女官ターニ
- 2016年6月、『Bow Singing Workshop〜宙〜』（バウホール）
- 2016年7 - 10月、『エリザベート-愛と死の輪舞（ロンド）-』 - 女官、新人公演：ヘレネ（本役：桜音れい）
- 2016年11 - 12月、『バレンシアの熱い花』 - シルヴィア『HOT EYES!!』（全国ツアー）
- 2017年2 - 4月、『王妃の館-Château de la Reine-』 - プティ・ルイ、新人公演：桜井玲子（本役：実咲凜音）『VIVA! FESTA!』 新人公演ヒロイン[10]
- 2017年6月、『パーシャルタイムトラベル 時空の果てに』（バウホール） - シャーロット／街の女
- 2017年8 - 11月、『神々の土地』 - 皇女タチアナ、新人公演：アリーナ・ロマノヴァ（本役：彩花まり）『クラシカル ビジュー』
- 2018年1月、『不滅の棘（とげ）』（ドラマシティ・日本青年館） - フリーダ・プルス／フリーダ・ムハ 東上初ヒロイン[11][2][3]
- 2018年3 - 6月、『天（そら）は赤い河のほとり』 - ネフェルト、新人公演：ネフェルティティ（本役：澄輝さやと）／マラティアの女（本役：花音舞）『シトラスの風-Sunrise-』
- 2018年10 - 12月、『白鷺（しらさぎ）の城（しろ）』 - 野狐『異人たちのルネサンス』 - イザベラ、新人公演：ルイーザ（本役：花音舞）
- 2019年1 - 2月、専科『パパ・アイ・ラブ・ユー』（バウホール） - ローズマリー・モーティマー
- 2019年4 - 7月、『オーシャンズ11』 - ポーラ[4][3]
- 2019年8 - 9月、『追憶のバルセロナ』 - アンジェリカ『NICE GUY!!』（全国ツアー）[4]
- 2019年11 - 2020年2月、『El Japón（エル ハポン）-イスパニアのサムライ-』 - 藤乃『アクアヴィーテ（aquavitae）!!』
- 2020年8月、『壮麗帝』（ドラマシティ） - アレクサンドラ ヒロイン[12][13][2][3]
- 2020年11 - 2021年2月、『アナスタシア』 - アレクセイ
- 2021年4月、『Hotel Svizra House ホテル スヴィッツラ ハウス』（東京建物 Brillia HALL） - アルマ・ミュラー
- 2021年6 - 9月、『シャーロック・ホームズ-The Game Is Afoot!-』 - ハドスン夫人『Délicieux（デリシュー）!-甘美なる巴里-』 退団公演[2][3]

### 出演イベント
- 2016年12月、タカラヅカスペシャル2016『Music Succession to Next』
- 2017年12月、タカラヅカスペシャル2017『ジュテーム・レビュー-モン・パリ誕生90周年-』
- 2018年7月、『宝塚巴里祭2018』[15]
- 2019年12月、タカラヅカスペシャル2019『Beautiful Harmony』

## TV出演
- 2017年12月、フジテレビ『2017 FNS歌謡祭 第1夜』

## 広告
- 2018 - 2021年、『TOCCA』[16]